# Гендерна упередженість
Гендерна упередженість — в наукових дослідженнях описує спотворення дійсності через формулювання, концептуальні припущення або статистичні помилки, що призводять до неправильного сприйняття фактичних гендерних стосунків. 

## Причини

### Стереотипний розподіл ролей
До неточностей та непорозумінь призводять гендерні стереотипи, обґрунтованість яких зазвичай не перевіряється. Наприклад, посилаючись на стереотипи щодо розподілу гендерних ролей, серед чоловіків та жінок були проведені дослідження у відмінностях в частотності поширення психічних захворювань (таких як депресія, СДУГ). Скажімо, гіперактивна поведінка у дівчаток сприймається нормально, навіть позитивно, тоді як така ж поведінка у хлопчиків може сприйматися як якесь порушення чи навіть розлад.

### Інтерференція гендерних особливостей
Статистичні помилки з порівняння обох ста́тей можуть виникати внаслідок інших гендерних властивостей. Наприклад, епідеміологічні дані свідчать, що саме у жінок частіше виникають депресивні захворювання, також це пояснюється тим, що жінки швидше звертаються за допомогою до психотерапевта, тоді як чоловіки, як правило, приховують такі проблеми. Подібні упередження, зумовлені Стельовим ефектом, обговорені при гендерному розподілі СДУГ: не враховуються істотні біологічні відмінності між чоловіками та жінками, тому чоловіки легше підпадають під критерії "розладу". Крім цього, у формуванні думки про гендерний розрив в оплаті праці мають місце й статистичні помилки. 

### Як пов’язана мова з гендерною проблематикою
Традиційно багато мов використовують однакові формулювання висловлювань щодо жінок та чоловіків. Наприклад, слово “читач” може вживатися конкретно про людину, яка щось читає (незалежно від гендеру), так і конкретно саме про особу чоловічої статі, яка щось читає. Слова "людина" та "чоловік" позначаються одним словом: man у англійській, homme у французькій, uomo в італійській. Частина назв професій (chairmah, businessmann, policeman, fireman) виключає жінок або містить пряму вказівку на чоловічу стать.   
Однак, гендерно індиферентні формулювання часто використовують навмисно, щоб завуалювати певні соціальні прояви гендерної нерівності. Наприклад, термін "нормальний робочий час" не враховує, що більшість жінок в культурах з "традиційними ролями", або які мають дітей, зазвичай не можуть працювати повний робочий день.

### Надлишкова генералізація
Якщо результати досліджень щодо особливостей однієї статі переносити на іншу, то їх можуть неправильно тлумачити. Наприклад, було виявлено ефективність певного медичного препарату для чоловіків, але це не означає, що він ефективний і для жінок: через інший гормональний фон він може бути для них недієвим або навіть небезпечним. 